# ジョン・ロジー・ベアード
ジョン・ロジー・ベアード（John Logie Baird、1888年8月13日-1946年6月14日）は、スコットランドの電気技術者・発明家。史上初めて動く物体をテレビで遠距離放送することに成功した。また、世界初の完全電子式カラーテレビ受像管も発明。ベアードのテレビシステムは電気機械式であり、後にウラジミール・ツヴォルキンやフィロ・ファーンズワースの完全電子式システムに取って代わられたが、ベアードのテレビ放送の成功や後のカラーテレビ開発における功績はテレビ史上重要である。2002年、BBCが行った「100名の最も偉大な英国人」の投票で44位に入った。2006年にはスコットランド史上の偉大な科学者10人に選ばれ、スコットランド国立図書館の 'Scottish Science Hall of Fame' に選ばれた。"Baird" はイギリスでテレビのブランド名として今も使われている。

## 生い立ち

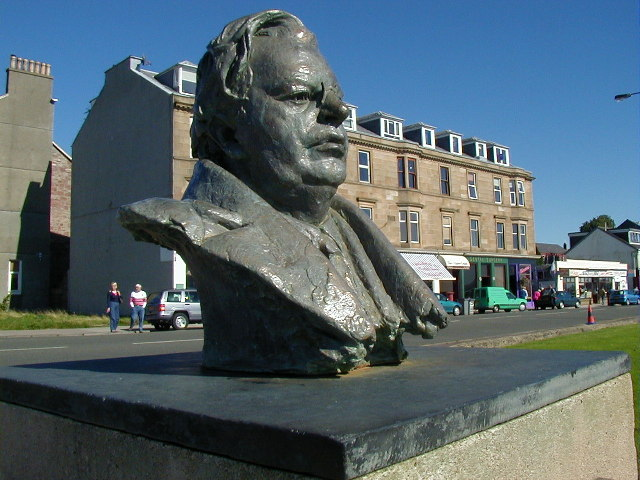
ヘリンズバラにあるベアードの彫像

スコットランド、アーガイル・アンド・ビュート（当時はダンバートンシャー）のヘレンズバラ生まれ。ラモンドスクール（後のラーチフィールド・アカデミーの一部）、グラスゴー・アンド・ウエストスコットランド・テクニカルカレッジ（後のストラスクライド大学）を経てグラスゴー大学に進学。しかし第一次世界大戦で学業が中断され、卒業することはなかった。

## テレビ
テレビは、多くの発明家の業績により発展してきた。中でもベアードの貢献は重要である。特にイギリスでは、ベアードが世界で初めて生で動くグレースケールのテレビ映像を生み出したとされている。優れた光電池を得て、光電池と増幅器からの信号調整を改善することで、他の発明家に先駆けて成功した。
1902年から1907年ごろ、アーサー・コーンが画像伝送の信号調整回路を発明し、製作している。この回路はセレン光電池の遅延現象による画像崩壊を克服したものである。コーンはこの回路によって電話回線や無線で遠距離の画像伝送に成功したが（ファクシミリ）、彼の回路では電子増幅回路を利用していない。コーンが静止画像の電送に成功したことで、その方式をテレビにも応用できる可能性が生まれた。ベアードはコーンの成果を利用した。
テレビシステムの開発当初、ベアードはニプコー円板で実験した。これは1884年にポール・ニプコーが発明した走査円板システムであり、画像を走査して逐次的な光の信号に変換する。テレビ史研究家アルバート・エイブラムソンはニプコーの特許を「偉大なテレビジョン特許」と評している。テレビ放送を考えたとき、2次元の画像を1次元の信号に変換するというニプコーの業績は重要である。
1923年初め、病気がちだったベアードはイングランドの南海岸にあるヘイスティングスに移住し、市内に作業場を借りた。そして、古い帽子箱、鋏、かがり針、自転車のライトのレンズ、茶箱、購入した封ロウや糊を使って、世界初となるテレビシステムを製作した。1924年2月、Radio Times 誌に半機械式のテレビシステムを公開し動く影（物体の輪郭）の映像を披露した。同年6月、100ボルトの電気に感電したが、手に火傷を負っただけで生き延びた。しかし大家に作業場を貸すのをやめると言われたため、ロンドンのソーホーに引っ越し、そこで技術的突破口を開いた。1925年3月25日から3週間にわたり、セルフリッジズというロンドンのデパートでテレビ映像の一般向けデモンストレーションを行った。
1925年10月2日、実験室で初めてグレースケールの画像の送受信に成功した。このとき被写体としたのは Stooky Bill という腹話術人形の頭部で、走査線は30本、毎秒5枚の画像を伝送した。そこでベアードは下の階に下りて20歳の事務員ウィリアム・エドワード・テイントンを連れてきて、人間の顔がどんなふうに映るのかを見ようとした。したがって、テレビに顔が映った世界初の人物はテイントンということになった。この発明を世間に知らせるべく、ベアードは Daily Express という新聞社を訪れた。応対した編集者はベアードを精神異常者だと思った。同僚に「お願いだから、下の応接室にいる精神異常者を追い出してくれ。あいつは無線で見ることができる機械を作ったなんて言ってるぞ！ 見てみろ、きっと剃刀を持ってるだろうから」と言ったという。

### 初の一般公開
1926年1月26日、ロンドンの王立研究所で動く物体の映像の送受信を公開実験で成功させ、ソーホーのフリス・ストリート22番地にあったラボでタイムズ誌の記者に対して実験を披露した。この時までには、走査速度を毎秒12.5画像に向上させている。このとき動く生映像をグレースケールでテレビ送受信できることを世界で初めて公開した。
1928年7月3日、カラーテレビの公開実験にも成功。ニプコー円板の開口部が作る螺旋を3本にし、それぞれ三原色のフィルターを付けたものを使用した。受信側では三原色の光源を使い、整流子でそれらの点滅を制御した。同年、立体テレビの公開実験も行った。
1932年、イギリス初の超短波 (VHF) 送受信の公開実験を行った。これは世界初には程遠く、1931年にはアメリカでVHF帯のテレビ放送向け割り当てが開始されている。1931年から1933年にかけて、ミルウォーキーのW9XDという放送局でVHFテレビの試験放送が行われた。U・A・サナブリアのテレビ技術を使った試験放送だった。

### 放送
1927年、ベアードはロンドンとグラスゴー間の705kmという長距離の電話回線網でテレビ信号を送受信する実験を行った。グラスゴーのホテルで映像が映り、ベアードは世界初の長距離テレビ送受信を実現した。実はこの約1ヵ月前、ベル研究所がニューヨークとワシントンD.C.間362kmでのテレビ送受信に成功しており、ベアードはこれに対抗したのである。

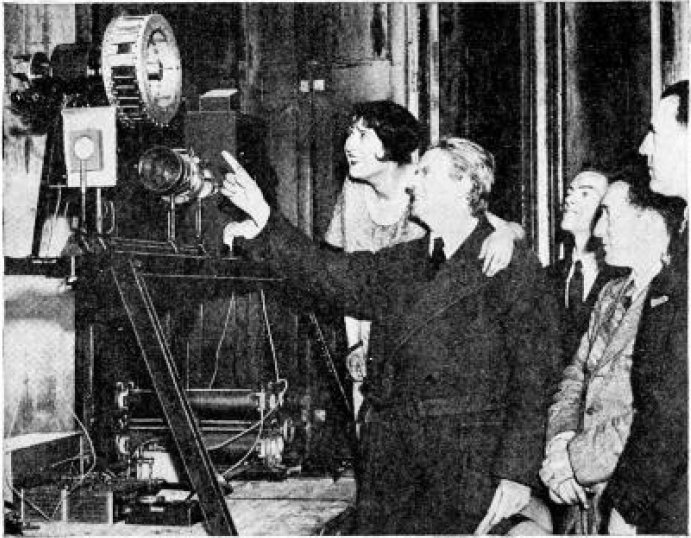
ニューヨークで機械式テレビを実演するベアード（1931年）

Baird Television Development Company Ltd を創設し、1928年にはロンドンからニューヨークにテレビ信号を送る実験を行い、BBCのために初のテレビ番組を制作した。1929年当時のドイツ郵便省が彼のテレビ方式の改良を後押しするようになった。1929年11月、フランスの映画会社パテのベルナール・ナタンと共同でフランス初のテレビ会社 Télévision-Baird-Natan を創業。1931年のダービーステークスを初めてテレビで生中継した。また1930年には60cm×150cmという当時としては大画面の劇場用投影型テレビシステムをロンドンのコリシーアム劇場、ベルリン、パリ、ストックホルムで公開した。1939年には、これを4.6m×3.7mに改良し、ボクシングの試合を放送した。
1929年から1932年まで、英国放送協会 (BBC) はテレビ試験放送に走査線30本のベアードのシステムを使っていた。1932年から1935年までBBCは自前のスタジオで番組を制作している。1936年11月3日、それまで使用していたベアードの走査線240本のシステムから、EMIとマルコーニが合併して生まれた電子走査方式の走査線405本という新たなシステムへ切り換えることを決定した。これに対してベアードは映画フィルムを走査してテレビ放送するという仕組みを考案して対抗。6ヵ月間の試行期間が与えられたが、ベアードのスタジオが火事になって壊滅したため、BBCは1937年2月にベアード方式を止めざるをえなくなった。実際問題として、ベアードの方式ではカメラが大掛かりで可動性が非常に制限されており、採用し続けることはBBCにとって困難だった。
ベアードの機械走査式テレビシステムは、EMI-マルコーニのアイザック・ショーエンバーグの指揮で新たに開発された電子走査式テレビシステムに取って代わられた。EMI-マルコーニはウラジミール・ツヴォルキンとRCAの特許を使用していた。一方ベアードはフィロ・ファーンズワースと組み、ファーンズワースの「イメージディセクタ」カメラを使えるようになった。しかしイメージディセクタは感度が低く、撮影時にかなりの照明を必要とした。ベアードは撮像にファーンズワースの撮像管を映画フィルムの走査に採用し、問題はあるものの実用レベルだと判断した。ファーンズワースは1936年にベアードの実験室を訪れたが、問題の完全な解決には至らなかった。その年の年末に実験室のあった建物が火事になり、ベアードの会社はEMI-マルコーニに対抗する力を失った。
その後もベアードは電子式テレビシステムについて様々な貢献をしている。1939年、ブラウン管の前で色つきフィルターをはめ込んだ円板を回転させるという方式のカラーテレビを公開。これはアメリカでCBSとRCAが一時期採用した。1941年、走査線500本の立体テレビの特許を取得し、公開した。1944年8月16日、世界初の完全電子式カラーテレビ受像機を公開している。走査線600本でトリプルインターレース方式であり、6回の画像走査で1画面を構築する。
1943年、イギリスでは戦後のテレビ放送再開を監督するハンキー委員会が任命された。ベアードは彼らを説得し、走査線1000本の電子式カラーテレビシステム Telechrome を採用する計画を立てさせた。その画質は今日のHDTVにも匹敵する。しかし、ベアードとハンキー委員会の計画を戦後すぐに実施するのは無理だった。結局走査線405本のモノクロテレビが継続し、1964年に走査線625本のシステムが導入され、1967年にPAL方式のカラー化がなされた。

## 他の発明
ベアードの初期の発明は成功したものばかりではない。20歳のときグラファイトを熱してダイヤモンドを作る実験を行い、グラスゴーの電力不足を引き起こした。後に錆びないガラス製剃刀を発明したが、砕けてしまい使い物にならなかった。空気入りのタイヤからヒントを得て空気入りの靴を作ってみたが、試作品は風船のように膨らんで破裂した。温熱靴下 (the Baird undersock) は若干の成功をもたらした。ベアードは冷え性に苦しみ、様々な試みの末、靴下に綿の層を入れると暖かくなることを発見した。
他にも様々なものを開発して発明の才を示している。特に電気を使って様々なものを考案している。1928年、ビデオ録画機器を開発し Phonovision と名付けた。ニプコー円板と蓄音機を組み合わせた装置である。これでレコードに走査線30本の映像を録画できる。技術的問題によりそれ以上発展させることは困難だったが、いくつか録画したレコードが現存しており、スコットランドの電気技師ドナルド・マクリーンが再生したことがある。他にも、光ファイバー、無線方向探知機、赤外線暗視装置、レーダーなどを開発した。戦時中に軍のレーダー開発に関わったとする説があるが、イギリス政府が公式に認めたことはない。息子のマルコム・ベアードによれば、1926年に電波の反射でイメージを形成する装置の特許を取得したことは確かだという。レーダーとよく似ており、当時イギリス政府とも関与していたことも事実だという。暗視装置もレーダーとは異なる。ベアードの暗視装置は対象物との距離を測れないし、三次元の座標も示すことができない。

## 晩年
1944年12月から亡くなるまでの2年間、ベアードはイングランド南東部イースト・サセックスの町ベクスヒル＝オン＝シーに住んでいた。1946年2月に発作を起こし、6月14日、自宅で亡くなった。その屋敷は2007年に取り壊された。
両親と妻と共にヘレンズバラの墓地に埋葬されている。